# Куликовка (Черниговский район)
Кулико́вка (укр. Куликівка) — село, расположенное на территории Городнянского района Черниговской области (Украина). Расположено в 24 км на юго-запад от райцентра Городни. Население — 523 чел. (на 2006 г.). Адрес совета: 15153, Черниговская обл., Городнянский р-он, село Куликовка, ул. Ленина, 53. Ближайшая ж/д станция — Городня (линия Гомель-Бахмач), 26 км.

## Персоналии
- Лизогуб, Иван Яковлевич  (1762-1818), предводитель дворянства (маршалок) Черниговской губернии.
- Илья Иванович Лизогуб (1787—1867), военный и композитор
- Анастасия Зиновьевна Левицкая (1899—1955), оперная певица, народная артистка УССР.